# 外国人記者も絶賛!?ワールド映え通信社
外国人記者も絶賛?!ワールド映え通信社は、FNS系列南東北3局ネットで定期的に放送されている特別番組。銀シャリの2人がMCを務めている。南東北の見どころを外国のメディアに取り上げてもらいワールドワイドに拡散させようというちょっと厚かましい番組（自称）で、2020年東京オリンピック開催に向けて多くの外国人観光客が来日することを見越して始まった。現在は、南東北だけでなく全国各地のテレビ局でリピート放送されている。

## 番組の流れ
山形、宮城、福島の3県の自慢をVTRで紹介し、スタジオにいる外国人記者へプレゼン。外国人記者は、それらを見て「取材したい」と思ったかどうかを各人でジャッジする。外国人記者はいずれも名のある海外メディアの日本在住記者。

## 放送リスト
- 第1弾：ワールド映え通信社　～あなたはまだホントの南東北を知らない～　（2020年3月14日）
- 第2弾：ワールド映え通信社　～やっぱりまだホントの南東北を知らない～　（2020年9月26日）
- 第3弾：ワールド映え通信社　～芸人プレゼン合戦!あなたはもっと南東北を知りたくなる～　（2021年3月27日）

（南東北出身芸人によるプレゼントーク大会。コロナの影響と思われる）
- 第4弾：ワールド映え通信社　～今よりもっと南東北を知りたくなる～　（2021年9月11日）
- 第5弾：ワールド映え通信社　～冬の南東北がもっと知りたくなる～　（2022年2月26日）
- 第6弾：ワールド映え通信社　～真夏の南東北の魅力に迫る～　（2022年7月30日）
- 第7弾：ワールド映え通信社　～冬のグルメフェスティバル～　（2023年3月18日）

（南東北出身芸人によるプレゼン大会）

## 出演
MC
- 銀シャリ

外国人記者
- ティム・ケリー （イギリス： ロイター通信）
- 西村カリン（フランス ：リベラシオン、元AFP通信）
- フー・チュー・ウェイ（シンガポール： シンガポールプレス）
- マライ・メントライン（ドイツ ：第2ドイツテレビ）
- ジェイク・アデルシュタイン（アメリカ：デイリー・ビースト）
- 朴眞煥（ぱく・じんふぁん）（韓国：フリージャーナリスト）
- スベンドリニ・カクチ　（スリランカ：ユニバーシティ・ワールド・ニュース）

アドバイザー
- 西尚子（関東・東北じゃらん編集長）

プレゼン芸人
- 松浦志穂（スパイク）　山形県
- 餅田コシヒカリ　宮城県
- ピンボケ太郎　福島県

## スタッフ
- 構成：兼上頼正、高橋聡之、三芳和幸
- AD：石井美帆、野口鮎奈
- ディレクター：清水政宏、菊池浩
- プロデューサー：森本広延、高瀬恭司
- 企画：吉永研治郎、佐藤俊伍（仙台放送）、岡崎忠昌（福島テレビ）、竹内玲也（さくらんぼテレビ）